# Abram Dragomirov
Abram Mijailovich Dragomirov (en ruso: Абра́м Миха́йлович Драгоми́ров, Abrám Michájlovič Dragomírov; 21 de abril de 1868 - 9 de diciembre de 1955) fue un general en el Ejército Imperial Ruso. Tras la Revolución rusa se unió al Ejército de Voluntarios de Anton Denikin.

## Juventud
Era hijo del general ruso Mijaíl Dragomirov y hermano de Vladimir Dragomirov. En 1902-1903, era jefe de Estado Mayor de la 7.ª División de Caballería, y después de la 10.ª División de Caballería. En 1912 pasó a ser comandante de la fortaleza de Kaunas.

## Primera Guerra Mundial
Empezó la guerra como jefe de la 2.ª Brigada de Caballería y en diciembre de 1914 fue ascendido a general jefe de la 16.ª División de Caballería. Lideró el 9.º Cuerpo de Ejército en 1915-1916, el 5.º Ejército entre agosto de 1916 y abril de 1917 y el frente del norte hasta junio de 1917.

## Guerra civil rusa y exilio
Al final de 1917 huyó a la región del Don, donde se unió al movimiento blanco. Fue nombrado presidente del Consejo Militar por Denikin en marzo de 1920. Tras la derrota del Ejército blanco, fue evacuado a Constantinopla. Se trasladó a Serbia y en 1931 a Francia.
Dragomirov se unió al pro-alemán Ejército Ruso de Liberación de Andrey Vlasov durante la II Guerra Mundial.
Pasó los últimos 10 años de su vida en Francia, donde fue enterrado en el cementerio ruso de Sainte-Geneviève-des-Bois.